# 阿迪蒂亚普尔
阿迪蒂亚普尔（Adityapur），是印度贾坎德邦Pashchimi Singhbhum县的一个城镇。总人口119221（2001年）。

## 人口
该地2001年总人口119221人，其中男性63855人，女性55366人；0—6岁人口16638人，其中男8665人，女7973人；识字率66.74%，其中男性为74.97%，女性为57.24%。